# 藤島康介
藤島 康介（ふじしま こうすけ、1964年7月7日 - ）は、日本の漫画家、イラストレーター。男性。東京都生まれ、千葉県出身。千葉県立成東高等学校卒業。現在の妻はコスプレイヤー・タレントの御伽ねこむ。
1986年に『コミックモーニング』（講談社）掲載の「MAKING BE FREE!」でデビューし、同年に『モーニングパーティー増刊』（同）で開始した『逮捕しちゃうぞ』で連載デビュー。他に代表作として『ああっ女神さまっ』がある。『月刊アフタヌーン』（同）誌上において『トップウGP』を連載中（2021年3月現在）。

## 来歴
漫画雑誌『ぱふ』の編集者見習いを経て編集者を勤めた。同誌上にて、南田洋というペンネームで四コマ漫画「(ぱ）の洋子ちゃん」を掲載し、人気となった。同名義で同人誌も出している。
のち、江川達也のアシスタントを経て、『コミックモーニング』（講談社）1986年8号掲載の「MAKING BE FREE!」でデビュー。
1986年より『モーニングパーティー増刊』（同）に『逮捕しちゃうぞ』、1988年より『月刊アフタヌーン』（同）に『ああっ女神さまっ』を連載。いずれも人気作となり、アニメ化、映画化されている。また『サクラ大戦シリーズ』『テイルズ オブ シリーズ』をはじめとするゲーム、アニメ作品のキャラクターデザインやイラストなども手掛けている。
2008年11月、『good!アフタヌーン』（同）初号にて、『ああっ女神さまっ』より20年振りの新連載『パラダイスレジデンス』が開始した。
2009年5月12日、『ああっ女神さまっ』で第33回講談社漫画賞一般部門を受賞。

## 人物
子供の頃読んだ松本零士の漫画に影響を受け、漫画家を志すようになった。

南田名義では同人活動もしており、所属サークル名は「ワルキューレ」。同時期に千葉県内で初めて開催された同人誌即売会『ライブ・マガジン・フェスティバル（LMF）』の案内カタログに、スタッフ漫画を描いていたこともある。
オートバイマニアで、作品中でもバイクに関わる話が頻繁に描かれる。車もフェラーリ・360モデナ、ケーターハム、アルファロメオ・156、ロータス・エランS3（漫画家の田中むねよしより購入）を所有。自転車やプラモデルにも造詣が深い。
2014年に前妻と離婚。2016年6月29日、コスプレイヤー・タレントの御伽ねこむと再婚したと報じられた。なお、2016年7月21日発売のPlayStation 4用ロールプレイングゲーム『クロバラノワルキューレ Black Rose Valkyrie』は藤島がキャラクターデザインを務めており、御伽が一之宮ルナ役で声優として初出演している。
2016年7月7日、自身の誕生日であるこの日にTwitterで結婚を報告した。同年7月27日、前日26日に御伽との間に第一子が誕生したことを双方のTwitter及び御伽の公式ブログを通じて報告した。2017年、御伽と結婚する前に同棲者がいたことが明らかになり、二人は15年間同棲し、結婚契約を結んだ。女性は藤島と御伽の結婚の取り消しを求めて訴訟を起こした。

## 作品リスト

### 漫画作品
- （ぱ）の洋子ちゃん（4コマ漫画、漫画情報誌『ぱふ』、雑草社）※南田 洋名義
- 逮捕しちゃうぞ（1986年 - 1992年、『モーニング・パーティー増刊』、講談社、単行本全7巻、新装版全5巻）
- ああっ女神さまっ（1988年 - 2014年、『月刊アフタヌーン』、講談社、全48巻）
- STRIKER THE SHINING STAR（1993年、『週刊モーニング』No.11、No.38、講談社、全1巻[要出典]）
- パラダイスレジデンス（2008年 - 2012年、2014年 - 2016年、『good!アフタヌーン』→『月刊アフタヌーン』、講談社、全4巻）
- トップウGP（2016年 - 連載中、『月刊アフタヌーン』、講談社、既刊15巻）

### キャラクターデザイン等
- 甲竜伝説ヴィルガスト（1992年 - 1993年、OVA） - キャラクター原案
- ああっ女神さまっ（1993年 - 2014年） - スーパーバイザー、OVAの最終話のみ絵コンテ
- 機動警察パトレイバー 2 the Movie（1993年、劇場アニメ） - メカニックデザイン協力。『ミニパト』のラフデザインを担当。
- 銀河お嬢様伝説ユナ（1995年 - 1998年、ゲーム） - プリンセス・ミラージュのキャラクターデザイン
- テイルズ オブ シリーズ（ゲーム） - キャラクター原案
  - テイルズ オブ ファンタジア（1995年）
  - テイルズ オブ ファンタジア なりきりダンジョン（2000年）
  - テイルズ オブ シンフォニア（2003年）
  - テイルズ オブ ジ アビス（2005年）
  - テイルズ オブ シンフォニア -ラタトスクの騎士-（2008年）
  - テイルズ オブ ヴェスペリア（2008年）
  - テイルズ オブ ファンタジア なりきりダンジョンX（2010年）
  - テイルズ オブ エクシリア（2011年）
  - テイルズ オブ エクシリア2（2012年）
  - テイルズ オブ シンフォニア ユニゾナントパック（2013年）
  - テイルズ オブ ゼスティリア（2015年）
  - テイルズ オブ ベルセリア（2016年）
  - テイルズ オブ ザ レイズ（2017年）
  - テイルズ オブ クレストリア（2020年）
- サクラ大戦シリーズ（1996年 - 2008年、ゲーム） - キャラクター原案。他に武器の考案なども行なった。
  - サクラ大戦（2000年） - キャラクター原案
  - サクラ大戦 活動写真（2001年） - キャラクター原案
- エクスドライバー（2000年 - 2001年、OVA） - 企画、キャラクター原案
- ガングレイヴ（2002年、ゲーム） - メカニックデザイン
- PIANO（2002年 - 2003年、テレビアニメ） - キャラクターデザイン
- キャラ☆メル（2007年 - 2009年、雑誌） - 雑誌オリジナルキャラクター「メル」
- クロバラノワルキューレ（2016年、ゲーム） - キャラクターデザイン。妻の御伽ねこむは本作が声優初出演。
- パラダイスレジデンスシリーズ（小説版、著：野梨原花南、講談社ラノベ文庫、講談社、全2巻） - 原作

### アンソロジー
- To Heart アンソロジーMAX（2000年2月18日、ティーツー出版）ISBN 4-88749-046-1 - カバーイラスト、イラスト、髙橋龍也・水無月徹との対談が掲載

### 挿絵
- ユミナ戦記（吉岡平）※春巻秋水名義
- 早川通信（早田カメラ店）
- 少年名探偵 虹北恭助の冒険（はやみねかおる）

### 新書
- 漫画描き方入門じゃありません（2009年6月10日、アフタヌーン新書、講談社）ISBN 978-4-06-364773-0 - 『 ああっ女神さまっ』連載20週年記念出版。自身の創作活動について書かれたもの

### 連載コラム
- おとなのえんそく。（『グランドジャンプ』、集英社）

### その他
- 『こちら葛飾区亀有公園前派出所 超こち亀』 連載30周年特別寄稿 1ページトリビュート漫画（2006年）
- PRIUS PHVenus「ソーラーパネル」（2017年）[10]

## その他の活動
- 講談社漫画賞・選考委員 - 第35回（2011年）から第39回（2015年）まで

## 関連人物
よしづきくみち
元アシスタント。
砂倉そーいち
アシスタント時代の友人。